# Stroud Green
Stroud Green – dzielnica Londynu, w Wielkim Londynie, leżąca w gminie Haringey. Leży 7,2 km od centrum Londynu. W 2011 roku dzielnica liczyła 11 758 mieszkańców.